# Sarnico
Sarnico [ˈsarniko] (Sàrnech [ˈsaɾnɛk] in dialetto bergamasco) è un comune italiano di 6 862 abitanti della provincia di Bergamo in Lombardia. È situato sulla sponda occidentale del lago d'Iseo, dove lo stesso confluisce nel fiume Oglio.

## Geografia fisica

### Territorio

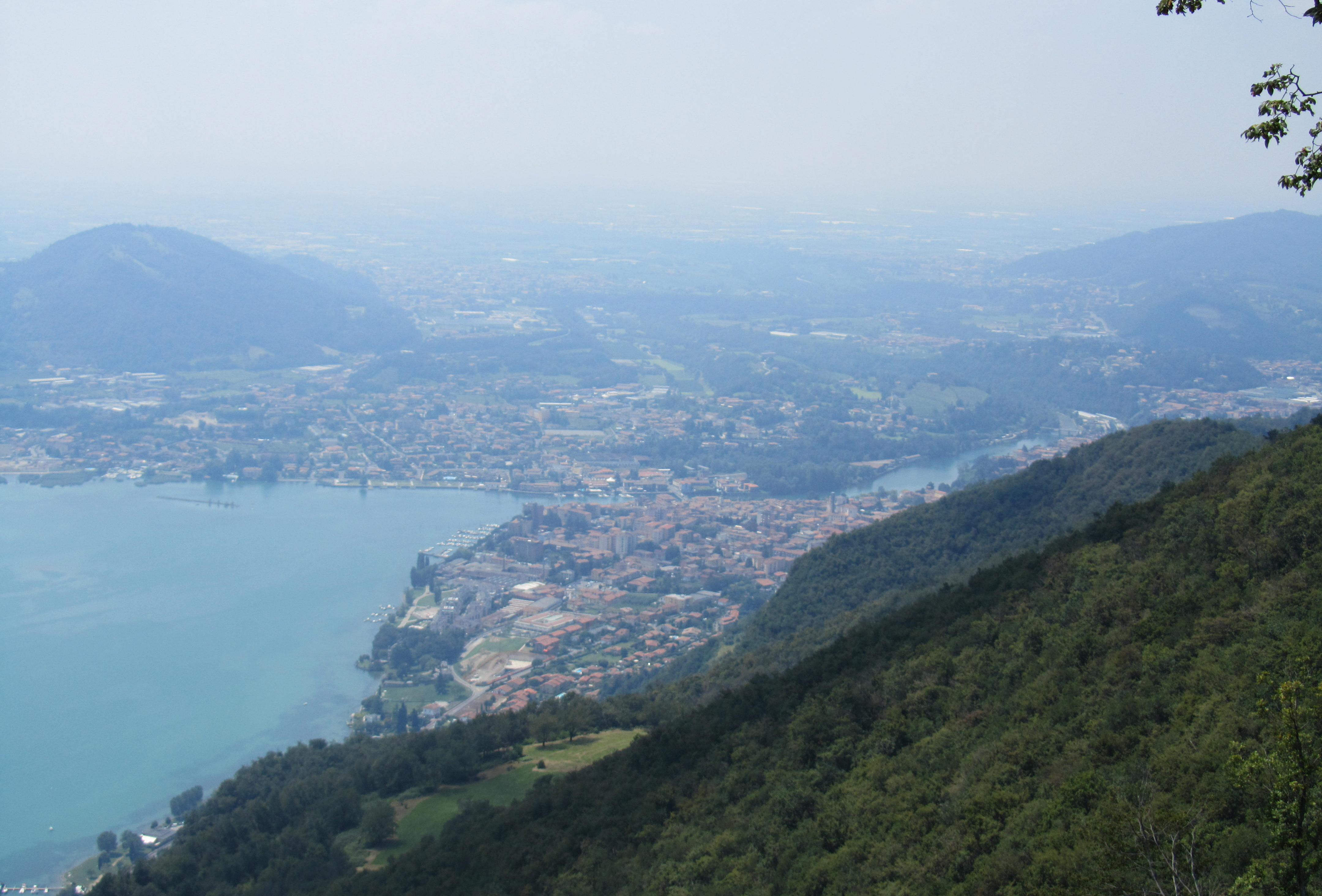
Panorama di Sarnico

Il comune di Sarnico è urbanisticamente e paesaggisticamente consultabile attraverso lo stradario fotografico immersivo.
Considerato geograficamente il capoluogo del Sebino Meridionale, fa da crocevia obbligato tra la sponda bergamasca e quella bresciana del lago di Iseo su cui si affaccia. La sua posizione ha contribuito non poco al suo sviluppo tant'è vero che per anni è stato uno dei comuni più ricchi di Italia.
Il suo territorio, occupato in gran parte da edifici residenziali, è stato solo leggermente contaminato da insediamenti industriali i quali hanno sempre preferito il comune limitrofo di Villongo dal quale la ricchezza prodotta confluiva cospicua.
I recenti insediamenti residenziali hanno occupato gran parte delle rimanenti aree inutilizzate e anche le residue attività industriali hanno cambiato sede.
Da Sarnico il lago di Iseo confluisce nel fiume Oglio di cui è emissario attraverso la diga della località Fosio.
Alla spalle dell'abitato si vedono i resti di una cava, pressoché abbandonata, della famosa "pietra di Sarnico", dominata sulla cime del colle dalla Rocca.

### Clima
Il clima di Sarnico si presenta essenzialmente lacustre, proprio grazie alla sua posizione geografica. Pertanto la stagione estiva si presenta alquanto mite grazie all'effetto mitigatore del lago d'Iseo, nonostante quest'ultimo aiuti lo sviluppo di frequenti temporali, specie tra luglio e settembre. L'inverno, invece, è piuttosto freddo poiché, rispetto alle altre zone lacustri limitrofe, l'effetto mitigatore si smorza per la vicinanza della pianura, quella che accumula più aria rigida. La neve cade di conseguenza di frequente, perturbazioni permettendo.
Per quanto riguarda le precipitazioni medie annue, la cifra stimata si aggira attorno ai 1200 mm annui, con possibili variazioni a seconda di periodi più o meno secchi.
Inoltre, la vicinanza dei rilievi e la collocazione nella fascia pedemontana, le precipitazioni sono prevalentemente prodotte da effetto stau, quando possono raggiungere quantitativi giornalieri veramente consistenti.
Sarneghéra è il nome con il quale gli abitanti del Lago d'Iseo chiamano la forte tempesta che, partendo proprio da Sarnico, si abbatte sul Sebino fino a lambire la Val Camonica e la Franciacorta.
Il fenomeno si distribuisce tra i mesi di aprile - luglio e soprattutto settembre.

## Origini del nome
L'origine della denominazione del paese risalirebbe alla fine del VI secolo, quando i Longobardi invasero l'Italia del nord. Gabriele Rosa, noto studioso iseano, ritiene che il nome del paese derivi da Sarnen. Il termine Sarnen subì nei secoli alcune variazioni che lo mutarono in Sarnego, e poi in Sarnicho, fino a diventare Sarnico, come si legge in un documento che risale all'anno 862. Il nome Sarnico sembra anche derivare dal termine celtico Sarnon che significa "capriolo", oppure dal termine latino sarcinum, "saracinesca", per la chiusura del lago d'Iseo sul fiume Oglio.

## Storia
I primi insediamenti umani hanno un'origine databile tra il neolitico e l'età del bronzo, come testimoniano i resti, rinvenuti sul fondo del lago, di un primitivo villaggio strutturato su palafitte.
Con il passare del tempo gli abitanti si trasferirono sulla terraferma, tanto che in epoca romana sulle rive lacustri erano presenti stanziamenti fissi, dovuti soprattutto all'esistenza di importanti strade di collegamento con le città di Bergamo e Brescia, nonché con la Val Camonica, che favorirono il commercio nella zona.
I primi documenti che attestano l'esistenza del paese risalgono invece all'anno 862, quando con una concessione l'imperatore Ludovico II autorizzò lo sfruttamento ittico del lago in favore di alcuni monasteri presenti in territorio bresciano.
Altri documenti attestano che, nell'anno 1081, qui venne costruito un monastero dell'ordine dei cluniacensi, di cui però oggi non resta alcuna traccia.
Il medioevo non vide il paese al centro delle lotte tra fazioni guelfe e ghibelline, rimanendo in una posizione più tranquilla e defilata rispetto ai centri limitrofi. Ciononostante il paese venne abbellito da numerosi edifici caratteristici del tempo, quali castelli e torri, in previsione di eventuali attacchi.
Con l'avvento della Repubblica di Venezia, il paese acquisì un certo prestigio sia a livello economico, per via dei commerci sviluppati dai veneti, ma soprattutto amministrativo, dato che la Serenissima lo eresse a capoluogo del circondario, denominato Contea della Valcalepio.
In epoca più recente, precisamente nel risorgimento, il paese fu al centro di una sommossa mazziniana contro i dominatori asburgici, promossa da patrioti bergamaschi, che però non riuscì a dare i risultati sperati e passata alla storia con il nome di "fatti di Sarnico".

### Simboli
Lo stemma in uso al comune di Sarnico è privo di concessione ufficiale e si può blasonare:
I gigli e la stella sono simboli di devozione mariana.
Il gonfalone è un drappo di bianco.

## Monumenti e luoghi d'interesse
Dal punto di vista artistico il paese conserva una torre medievale e la rocca dei Zucchellis, risalente al XIII secolo, con parti della cinta muraria e torre.
Di tale periodo sono anche i resti dei castelli di Castione e dei Marenzi, comprendente una torre poi adibita a campanile nella chiesetta di San Paolo.
La più antica chiesa del territorio è la chiesetta dei Santi Nazario e Rocco, in località Castione, edificata in stile romanico nel corso del XIII secolo, e restaurata due secoli più tardi.
Anche la chiesetta di San Paolo, costruita sui resti di un castello di proprietà della famiglia Marenzi, del quale possiede la torre poi utilizzata come campanile, risale all'anno 1428; all'interno sono presenti affreschi di tale epoca.
La chiesa parrocchiale dedicata a San Martino è stata edificata nel XV secolo, con una successiva ricostruzione nel XVIII secolo, e custodisce un altare ligneo, opera di Andrea Fantoni e dipinti tra cui L'imperatore Valentiniano davanti a San Martino, di Francesco Capella e il San Francesco d'Assisi sostenuto dagli angeli del pittore Giovan Battista Discepoli. La chiesa è sede dell'omonima parrocchia afferente al vicariato di Predore, diocesi di Bergamo.
Il Palazzo Gervasoni, del XV secolo, già convento di suore come mostra la presenza del chiostro e del ballatoio, ospita il Museo Civico Gianni Bellini.
Sono inoltre presenti alcune ville in stile liberty, costruite per volontà di membri della locale famiglia Faccanoni: Villa Pietro Faccanoni (attuale villa Passeri), Villa Luigi Faccanoni (poi villa Surre), villa Giuseppe Faccanoni, il mausoleo di famiglia e l'asilo comunale, tutte opere dell'architetto Giuseppe Sommaruga.
In località Rudello è situata la villa La Rocchetta di origine cinquecentesca e l'area è soggetta a vincolo da parte della Soprintendenza per i Beni ambientali e architettonici.

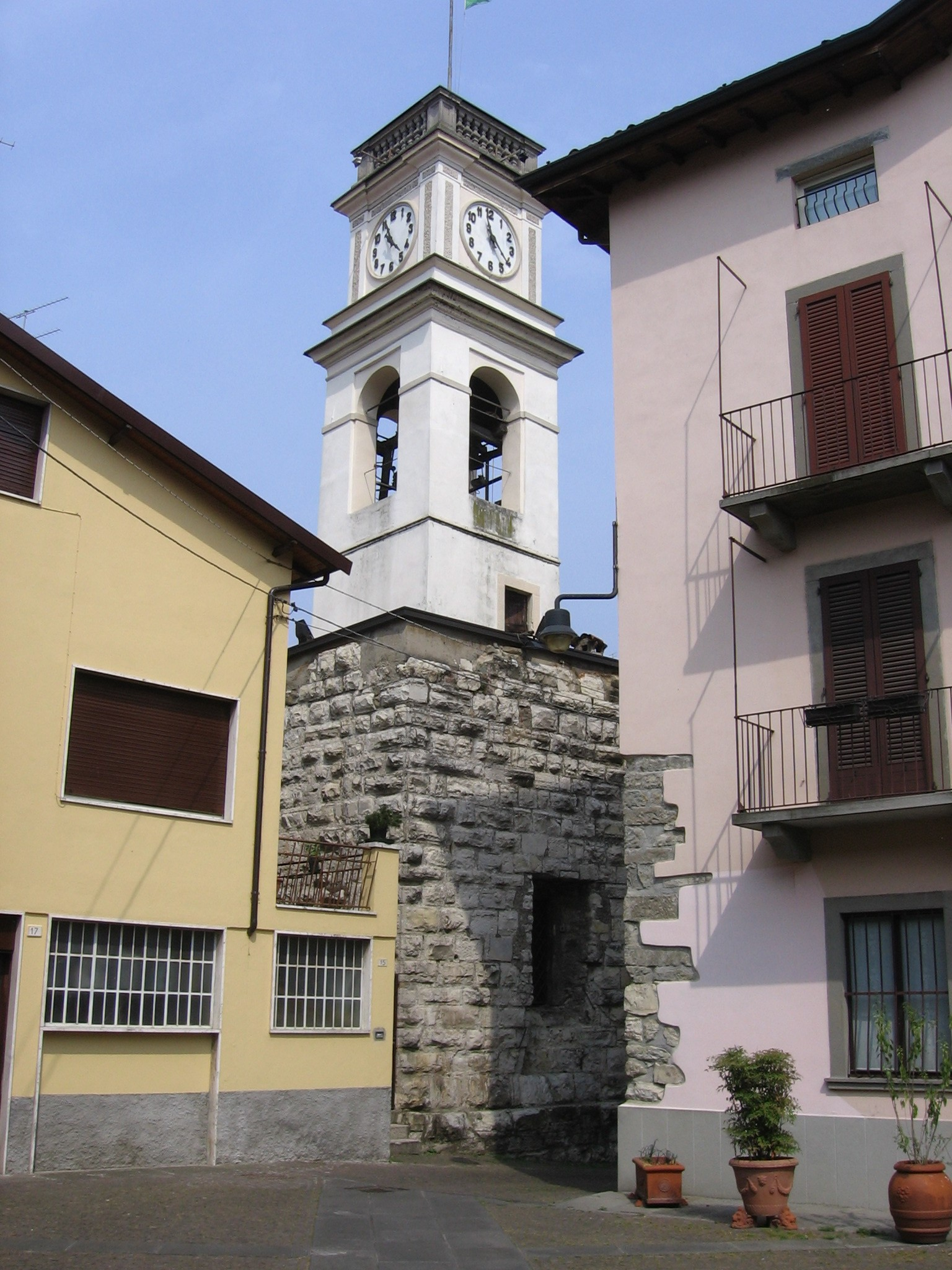
Torre medievale a Sarnico
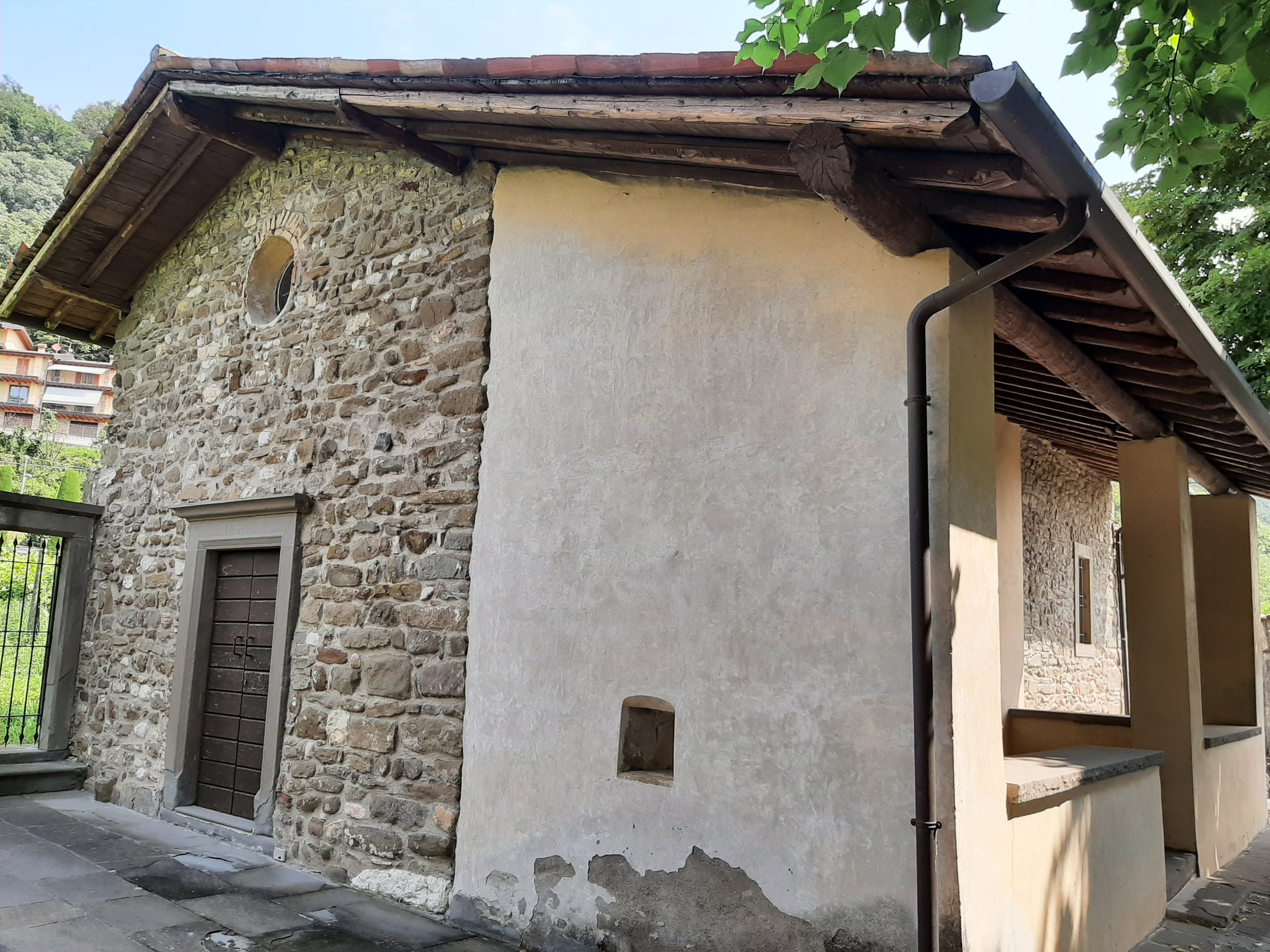
Chiesa di San Nazario e Rocco
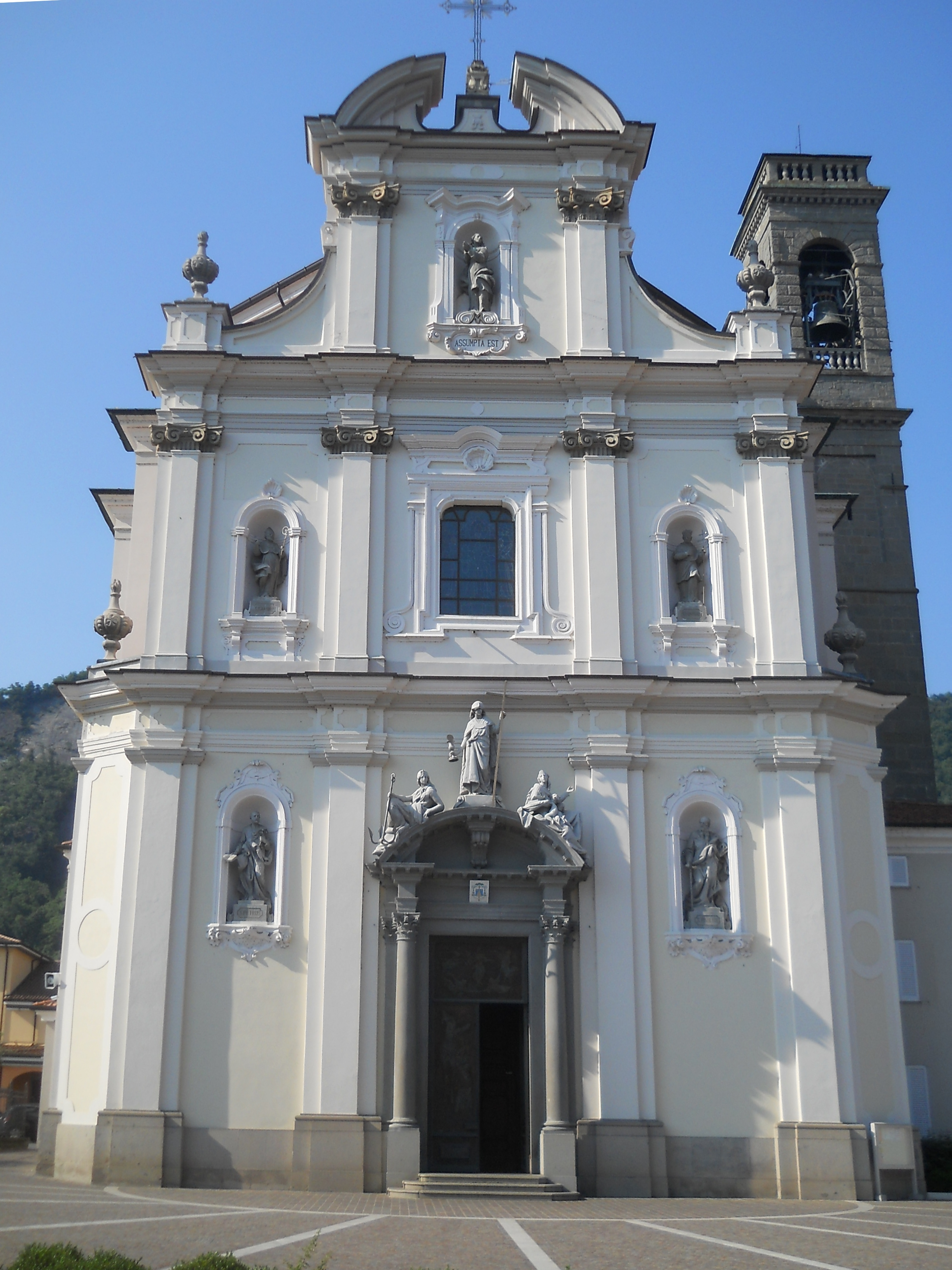
Chiesa di San Martino
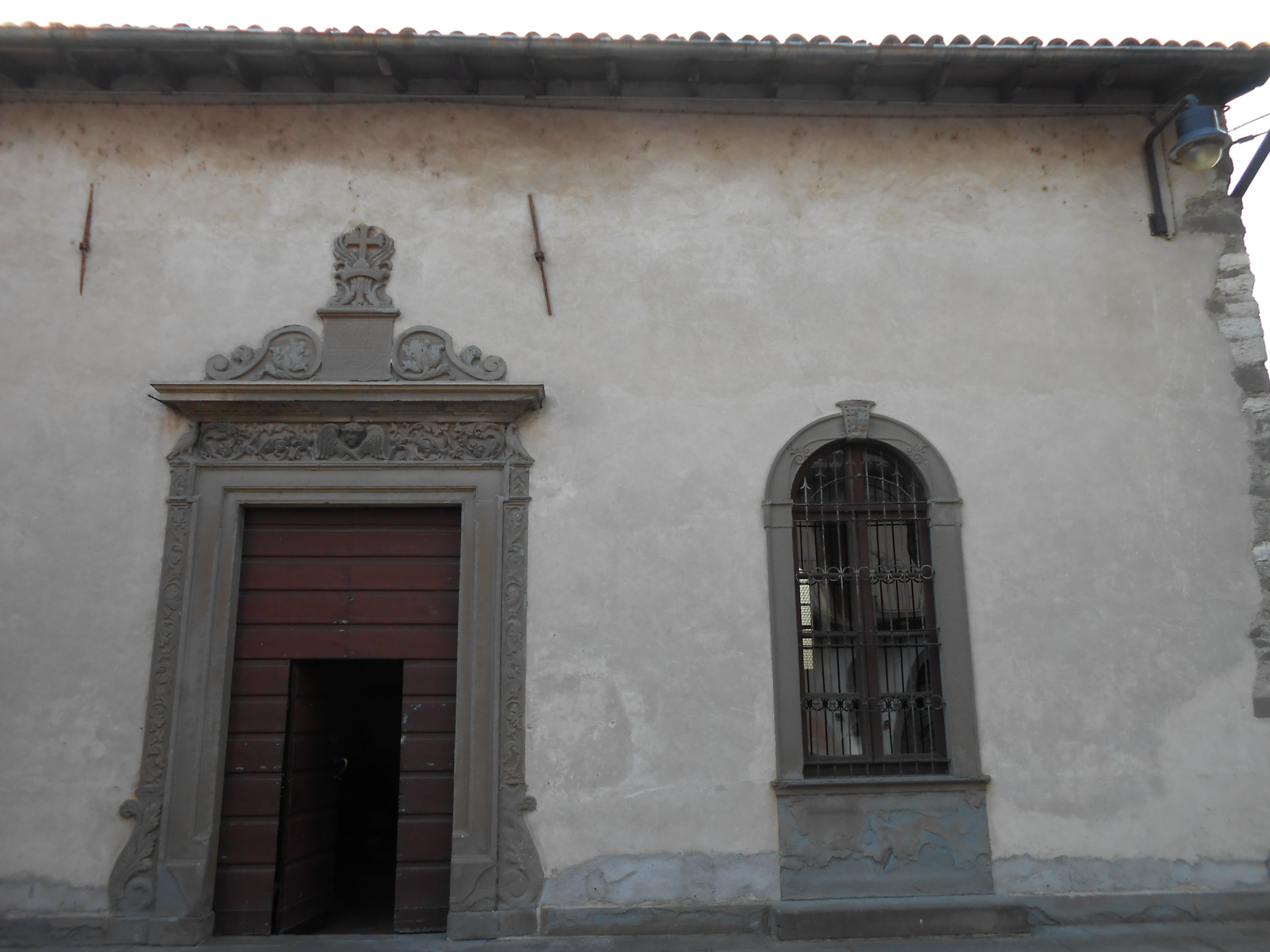
Chiesetta di San Paolo
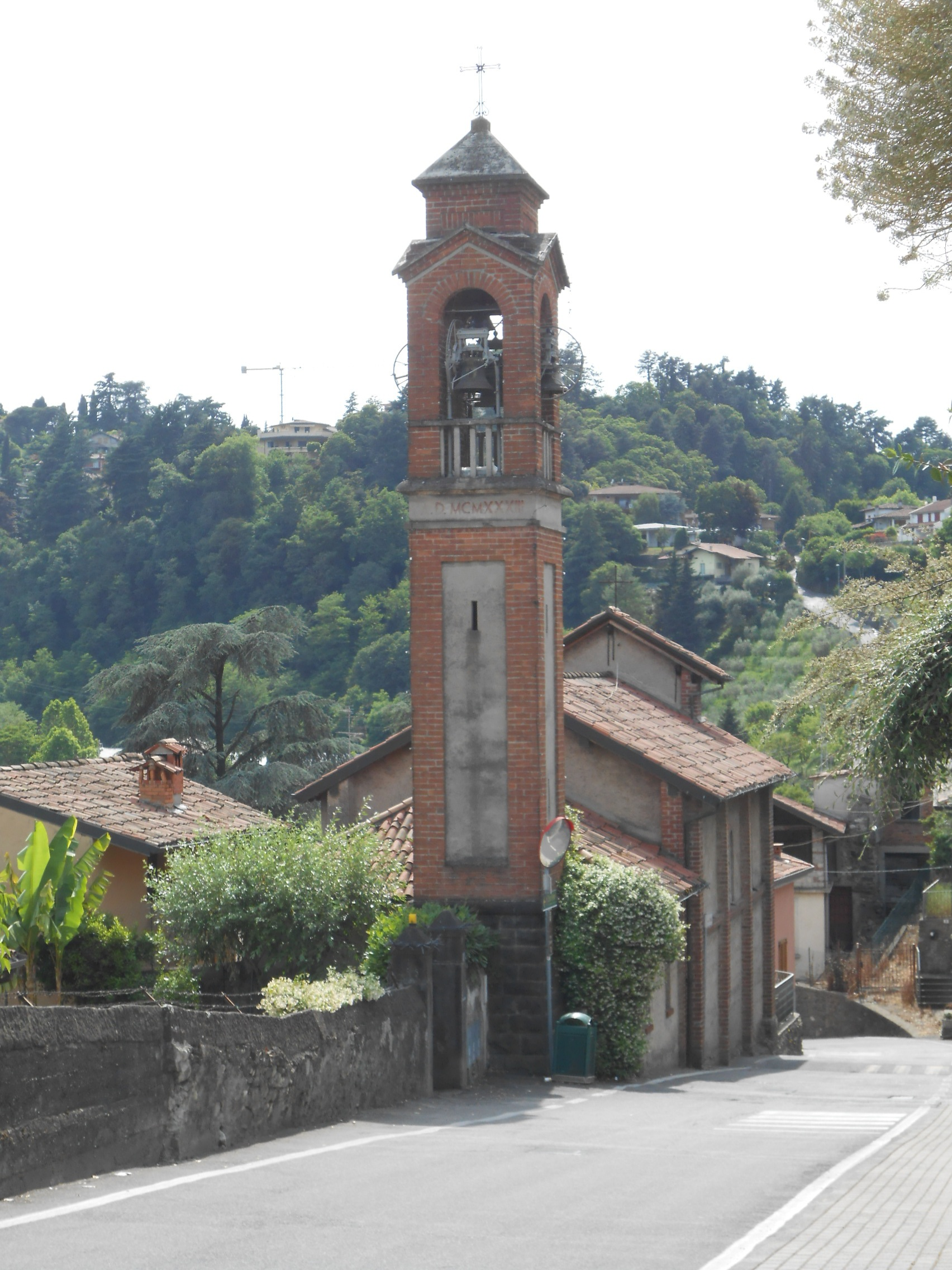
Chiesa di Santa Teresina

## Società

### Evoluzione demografica
Abitanti censiti

## Cultura

### Musei
- Museo Civico d'Arte e del Territorio "Gianni Bellini". Inaugurato nel 2002 nel quattrocentesco Palazzo Gervasoni, ospita una importante collezione donata da don Gianni Bellini, con mobili antichi, alcune statue di marmo e legno e soprattutto dipinti risalenti ad un periodo compreso tra XVI e XVIII secolo, opere di Palma il Giovane, Alessandro Magnasco, Antonio Cifrondi, Carlo Ceresa, Nicolas Regnier e Francesco Cairo. Tra questi è anche una tavola con il Crocifisso e Santi, di solito genericamente assegnata a "scuola fiorentina", ma datata 1543 e siglata B. T. e quindi da assegnarsi al fiorentino Bartolomeo Traballesi.[13]

### Eventi
- La Sarneghera, gara podistica non competitiva che si svolge l'ultima domenica del mese di giugno. Nel 2016 si effettua il 10 luglio
- Scior, Picapedre e Pescadur - 1000 anni di storia - 500 attori raccontano la storia del lago
- Processione della Madonna di Stella Maris accompagnata da Barche illuminate e spettacolo pirotecnico, 3º sabato di luglio
- Sarnico Busker Festival - Il Festival degli artisti di strada si svolge ogni anno nell'ultimo week end di luglio
- La Fiera degli uccelli e Mostra canina, il 15 agosto
- SarnicoLovere Run
- Un Lago diVino

## Geografia antropica
Lo statuto riconosce la presenza sul territorio comunale delle località (non sono considerate frazioni in quanto non ne presentano le caratteristiche) Castione, Fosio, Campomatto/Pirone.

## Economia

### Attività industriali
Per molti anni Sarnico è stato uno dei poli d'eccellenza della cantieristica sportiva con i cantieri Riva.

### Turismo
Il paese ha ottenuto il riconoscimento Bandiera Arancione del Touring Club Italiano.

## Infrastrutture e trasporti

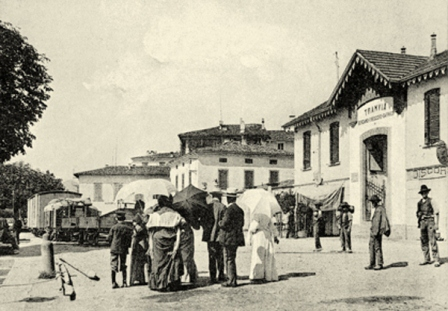
Stazione dei tram di Sarnico

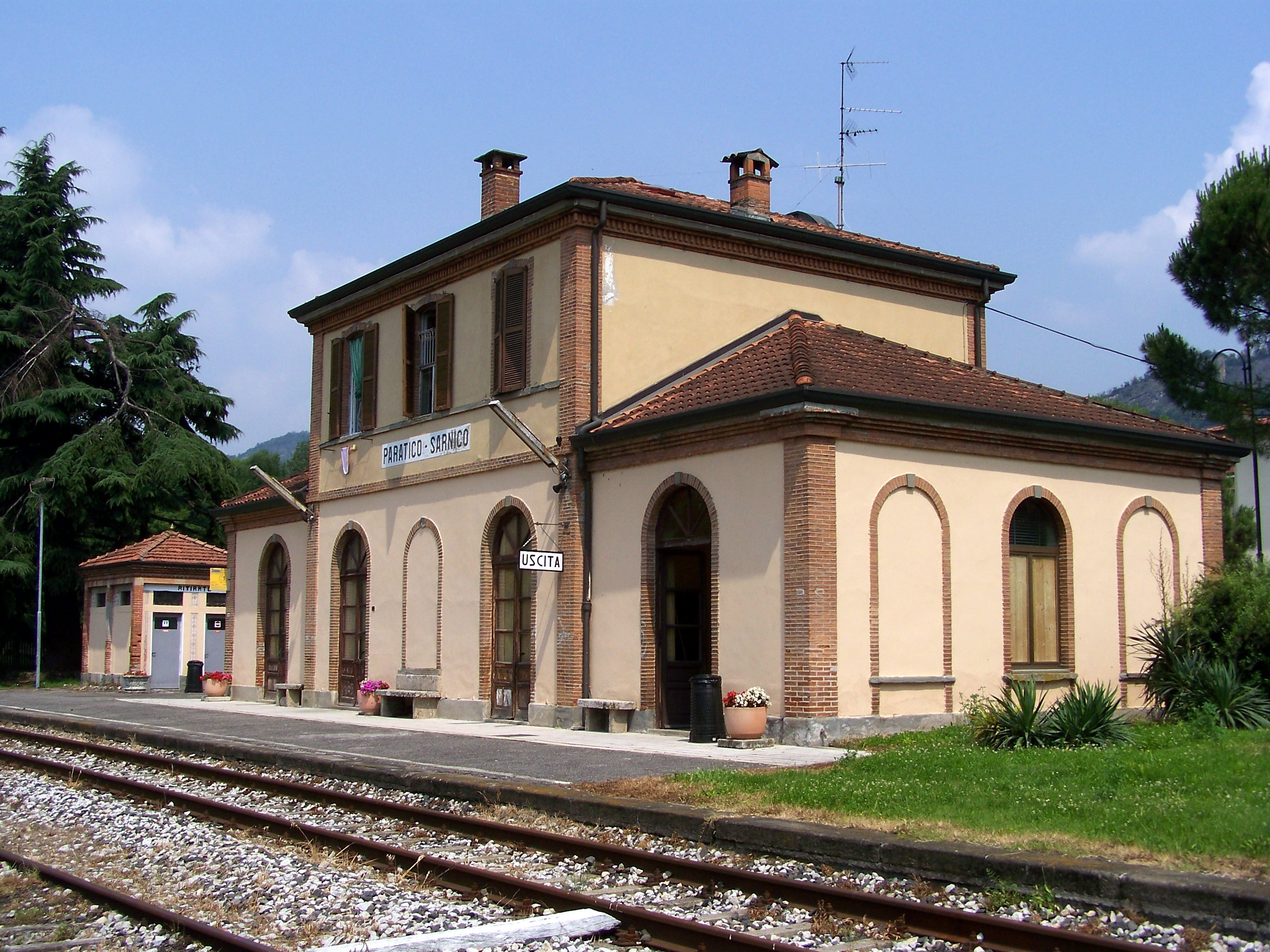
Stazione di Paratico-Sarnico, usata per scopi turistici

Le comunicazioni fra Sarnico e gli altri centri sono storicamente influenzate dalla presenza del lago di Iseo.
Fra il 1901 e il 1921 la città rappresentò il capolinea orientale della tranvia Bergamo-Trescore-Sarnico; il fabbricato viaggiatori di stazione, sopravvissuto, è stato in seguito adattato a ristorante valorizzando e richiamando le linee estetiche e la funzione originaria.
La stazione di Paratico-Sarnico sorge sulla riva opposta dell'Oglio ed è capolinea della ferrovia Palazzolo-Paratico, servita da relazioni turistiche stagionali note come "Ferrovia del Basso Sebino".

## Amministrazione
| Periodo | Periodo   | Primo cittadino         | Partito                               | Carica  | Note                 |
| ------- | --------- | ----------------------- | ------------------------------------- | ------- | -------------------- |
|         |           | Gabriele de Terzi       |                                       | Sindaco |                      |
| 1814    |           | Pierantonio Parigi      |                                       | Sindaco |                      |
| 1890    |           | Michele Orgnieri        |                                       | Sindaco |                      |
| 1892    |           | Andrea Parigi           |                                       | Sindaco |                      |
| 1914    |           | Pietro Faccanoni        |                                       | Sindaco |                      |
|         |           | Luigi Bortolotti        |                                       | Sindaco | annuario R.I.        |
| 1929    |           | Virginio Cadei          |                                       | Podestà | La "Arti e Mestieri" |
| 1933    |           | Carlo Discorsi          |                                       | Podestà | La "Arti e Mestieri" |
| 1956    | 1960      | Iginio Ferrini          |                                       | Sindaco | Eco di Bergamo       |
| 1960    | 1980      | Preneste Gusmini        |                                       | Sindaco |                      |
| 1980    | 1985      | Alessandro Arcangeli    |                                       | Sindaco | Eco di Bergamo       |
| 1985    | 1990      | Angelo Baracchi         |                                       | Sindaco |                      |
| 1990    | 1995      | Alessandro Arcangeli    |                                       | Sindaco | Eco di Bergamo       |
| 1995    | 1999      | Serafino Tambuscio      |                                       | Sindaco | Eco di Bergamo       |
| 1999    | 2004      | Alessandro Arcangeli    |                                       | Sindaco | Eco di Bergamo       |
| 2004    | 2014      | Franco Dometti          |                                       | Sindaco |                      |
| 2014    | 2024      | Giorgio Bertazzoli      | CentroDestra Unito-Bertazzoli Sindaco | Sindaco |                      |
| 2024    | in carica | Vigilio Paolo Arcangeli | Lista civica Sarnico X Sarnico        | Sindaco |                      |

### Gemellaggi
- Plan-de-Cuques
- Weifang

## Sport
Nel comune ha sede la società calcistica UESSE Sarnico 1908 che milita nel campionato di eccellenza (2016). Il Circolo Velico Sarnico organizza regate nazionali e internazionali